# Ділянка рідкісних рослин (заповідне урочище)
Діля́нка рі́дкісних росли́н — заповідне урочище в Україні. Розташоване в межах Заставнівського району Чернівецької області, на північний схід від села Чорнівка. 
Площа 10 га. Статус присвоєно згідно з рішенням облвиконкому від 30.05.1979 року № 198. Перебуває у віданні ДП «Чернівецький лісгосп» (Чорнівське лісництво, кв. 62, вид. 24-26; кв. 71, вид. 7). 
Статус присвоєно з метою збереження частини лісового масиву з грабовими насадженнями, серед яких зростають беладонна, плаун баранець, шафран Гейфеля та інші види, занесені до Червоної книги України. Всього понад 10 видів рідкісних рослин.